# Hexenhügel Winningen

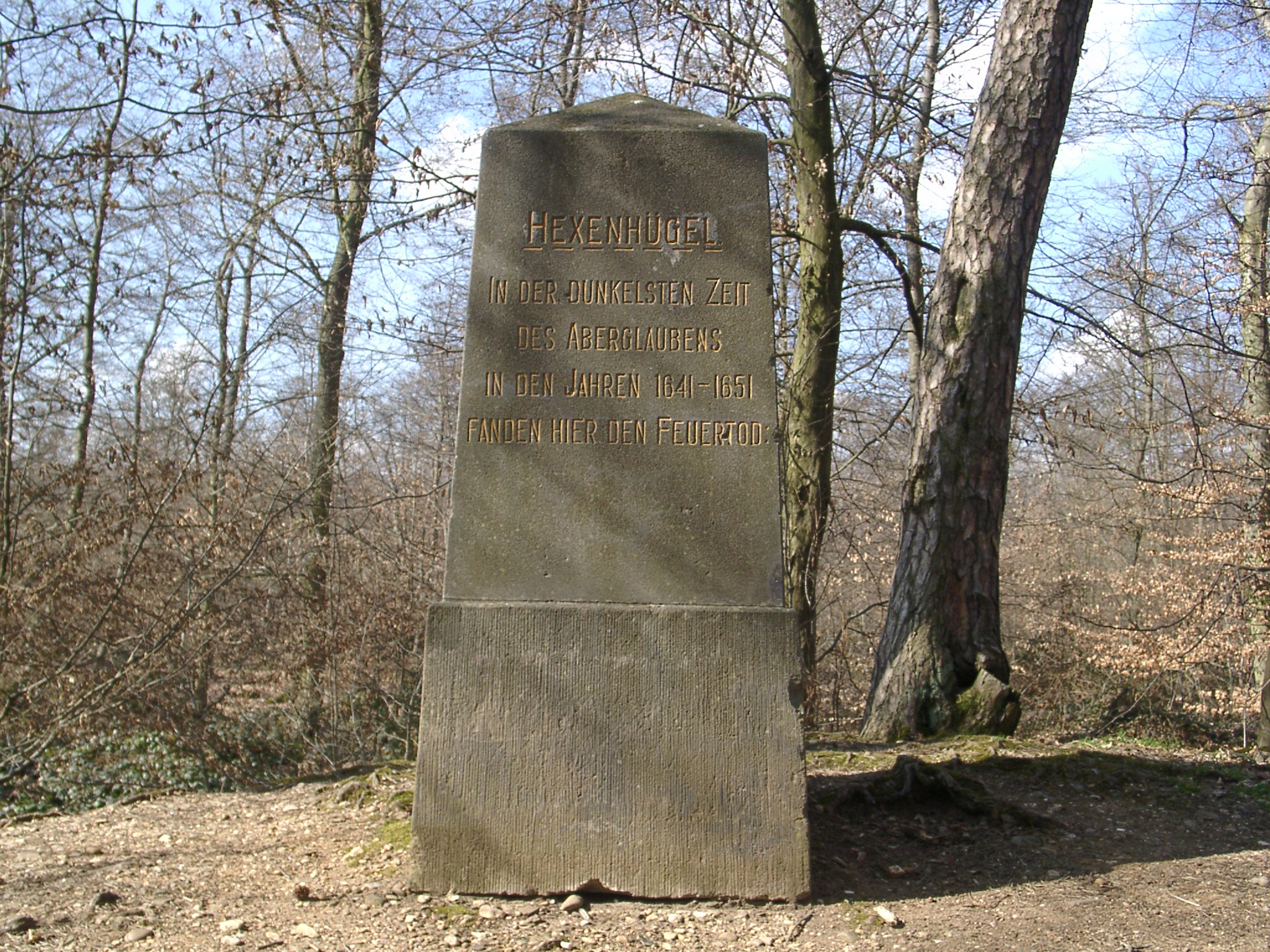
Stele mit Gedenkschrift

Der Hexenhügel Winningen liegt oberhalb von Winningen an der Mosel in Rheinland-Pfalz und ist eine ehemalige Richtstätte.

## Denkmal für die Winninger Hexenprozesse
Auf dem Hexenhügel befindet sich ein Denkmal zur Erinnerung an die Opfer der Hexenverfolgungen. Die Winninger Hexenprozesse forderten im 17. Jahrhundert wohl über zwanzig Opfer. Das Denkmal wurde bereits 1925 errichtet und zählt somit zu den ältesten Denkmälern für die Hexenverfolgung. Es liegt nicht weit vom Flugplatz Winningen im lichten Laubwald versteckt.
Die Inschrift auf den vier Seiten der Stele beginnt mit „Hexenhügel / In der dunkelsten Zeit / des Aberglaubens / in den Jahren 1641–1651 / fanden hier den Feuertod:“, dann folgen die Hinrichtungsdaten und die Namen der Opfer:
- Am 16. 6. 1641: Frau Maria Knebel
- Am 15. 11. 1642: Frau Margarethe Schiffer
- Am 15. 11. 1642: Frau Margarethe Kröber
- Am 15.10. 1643: Frau Margarethe Müden

- Am 15. 3. 1646: Peter Mölich / 2 Brüder / Schwägerin
- Am 20. 8. 1647: Frau Magdalene Müden
- Am 20. 8. 1647: Frau Agnes Kröber
- Am 17. 9. 1648: Antonius Jerchen

- Am 10. 11. 1648: Veit Gail
- Am 14. 7. 1651: Frau Ww Dorothea Kröber
- Am 14. 7. 1651: Philipp Mölich

## Historische Einordnung
Vergleichbare Denkmäler wurden sonst erst in den 1960er und 1970er Jahren nicht zuletzt unter dem Einfluss der Frauenbewegung errichtet.
Aus der Zeit der Verfolgungen ist im deutschsprachigen Raum nur ein Beispiel für einen Denkmalplan zur Erinnerung an Hexenprozesse bekannt: Nicht wie heute um das Leid der gequälten Opfer ging es 1594 der Obrigkeit in der bayerischen Herrschaft Schongau, die nach der Hinrichtung von 63 Frauen zum eigenen Ruhm und zur Abschreckung der Vorbeireisenden eine „ewige merkhsäul, zaichen und gedechtnuß“ („eine ewige Merksäule, ein Zeichen und zur Erinnerung“) errichten wollte.

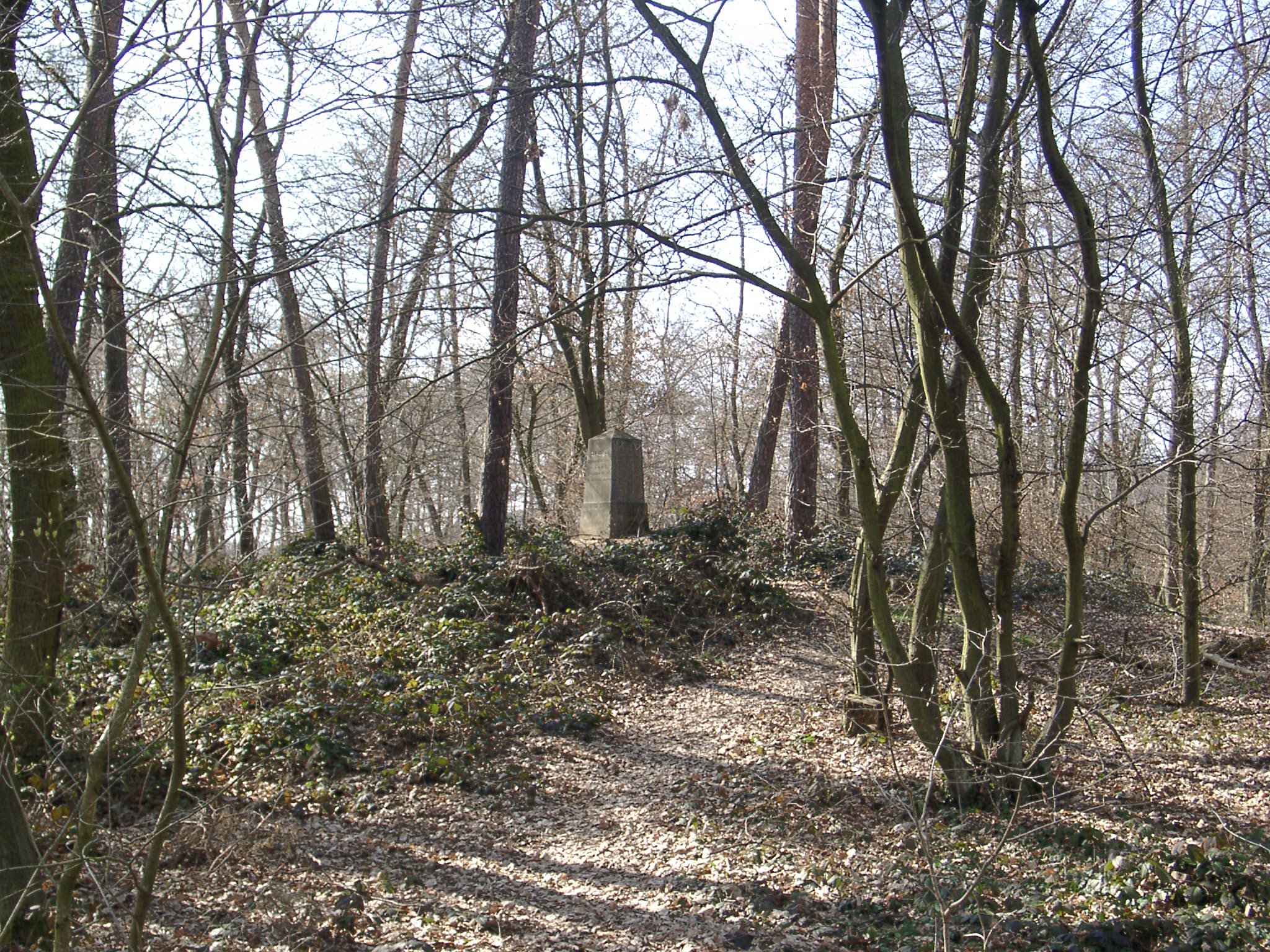
Denkmal auf dem Hexenhügel
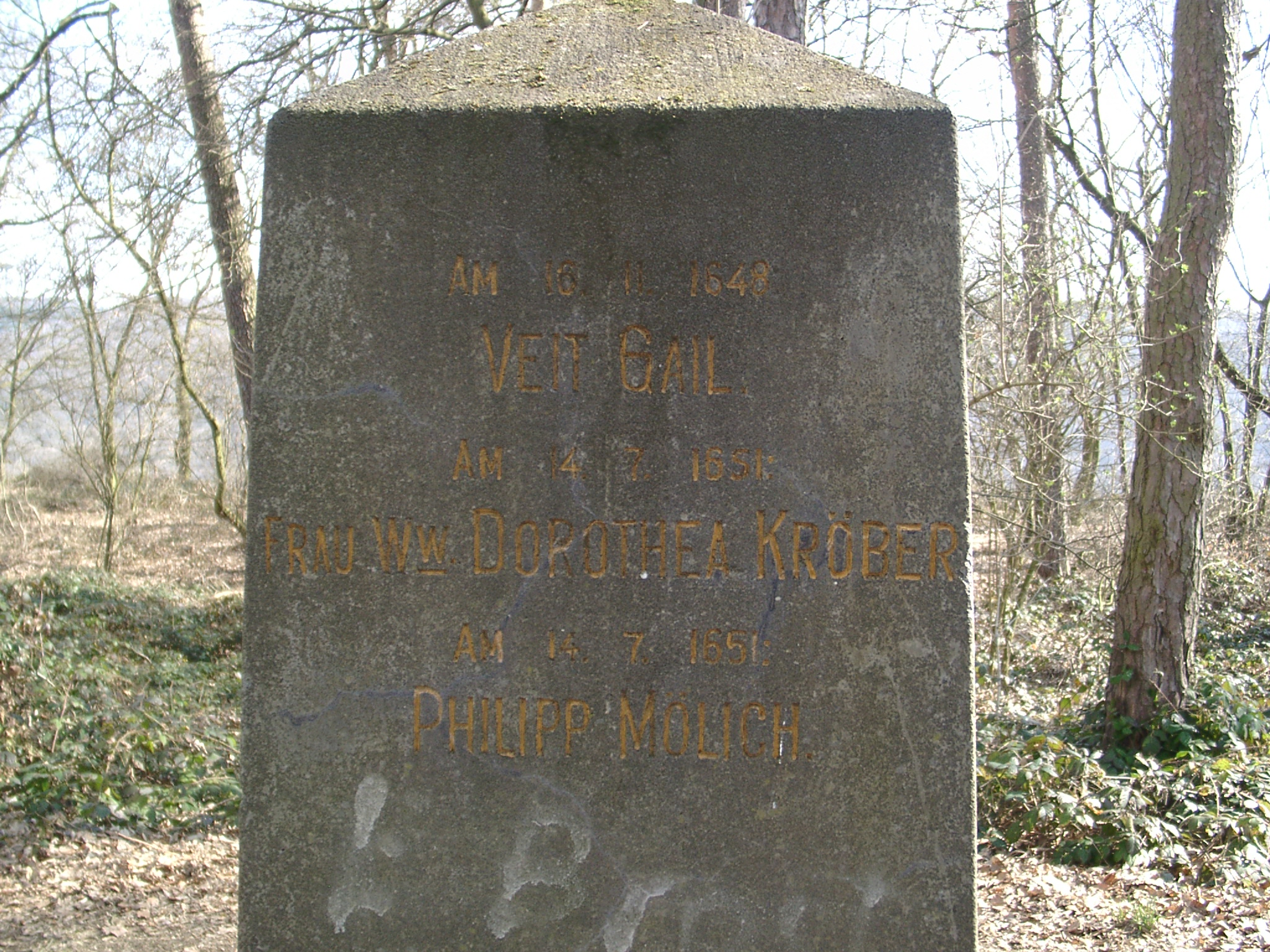
Inschrift